# Étrabonne
Étrabonne é uma comuna francesa na região administrativa de Borgonha-Franco-Condado, no departamento de Doubs. Estende-se por uma área de 5,52 km². Em 2010 a comuna tinha 190 habitantes (densidade: 34,4 hab./km²).